# Neus Martínez-Abadías
Neus Martínez-Abadías (Lleida, 17 d'octubre de 1978) és biòloga, investigadora i professora universitària; especialitzada en antropologia biològica, biologia evolutiva i del desenvolupament i anatomia.

## Carrera professional
Va estudiar biologia a la Universitat de Barcelona (promoció 2002). Va fer la tesi doctoral a la UB al laboratori del Dr. Miquel Hernandez de la unitat d'antropologia sobre patrons evolutius del crani humà. Després va fer dos postodcs, de 2008-2009 a Canadà (University of Calgary).i de 2009-2012 als EUA (Penn State University). El 2012 va tornar a Barcelona a treballar al laboratori de James Sharpe al Centre de Regulació Genòmica (CRG), dins el Parc de Recerca Biomèdica de Barcelona (PRBB) estudiant com relacionar patrons d'expressió gènica amb el desenvolupament de les extremitats.
Durant els seus anys al laboratori de Sharpe, Martínez-Abadías va estudiar com els extractes de té verd poden tenir un efecte en la morfologia de la cara en persones amb Síndrome de Down. L'estudi, experimental en ratolins i obervacional en humans, es va fer en col·laboració amb els laboratoris de Mara Dierssen al CRG i Rafael de la Torre a l'Institut Hospital del Mar d'Investigacions Mèdiques (IMIM) i de Greetje Vande Velde de KU Leuven (Bèlgica).
El 2018, Martínez-Abadías va passar a treballar a la nova seu del Laboratori Europeu de Biologia Molecular (EMBL) al PRBB, a Barcelona.

## Contribucions
Ens els darrers anys una sèrie d'articles publicats a revistes científiques com Proceedings of the Royal Society B, Trends in Cognitive Sciences, Psychological Science o PLOS One, semblen recolzar les teories de la frenologia - actualment considerada una pseudociència - que considera que la morfologia de la cara i del crani van lligades al caràcter. Aquesta pseudociència fins i tot ha arribat a ser utilitzada en els departaments de recursos humans per prendre decisions sobre la personalitat de les persones en procesos de selecció. Martínez-Abadías i d'altres investigadors van dur a terme un estudi científic publicat a PLOS One que refuta aquestes idees.

## Dona i ciència
Mare de dues nenes, Martínez-Abadías dedica part del seu temps a incentivar les nenes i noies a estudiar carreres científiques. Va formar part del Comité d'equitat de gènere del PRBB, dona xerrades a escoles i participa activament en diverses campanyes de sensibilització en qüestions de gènere i ciència.